# 狄俄尼索斯·特拉克斯
狄俄尼索斯·特拉克斯（前170年—前90年），是生活于希腊化时代早期的语法学家，可能曾住在亚历山大里亚，之後搬到罗得岛。
傳統上認為，完整流傳至今的希腊语語法專著《讀寫技巧》（, ）是他寫的，但今日不少学者對此提出質疑，因為書裡把词分为名词、动词、分词、冠词、代词、介词、副词和连词八大类，並對語音和屈折变化也有類似地系統分類，有些學者認為，這些內容為後人所添加。在这部书的开篇给出了语法的定义，也就是「诗人和散文作家使用语言的实际知识」。